# Our Songs
《Our Songs》是日本的女子偶像組合Buono!的第10張單曲，於2010年2月3日發售。發售公司是波麗佳音。

## 概要
- 初回限定盤是CD和DVD（Our Songs & 3rd Album/We are Buono!封面攝影Making）、通常盤是CD構成。初回限定盤和通常盤有活動参加抽選序號卡和Buono!原創閃卡（初回･通常不同的模式）封入。
- 《Our Songs》的中心是鈴木愛理。

## 收錄曲目
1. Our Songs
（作詞：三浦德子，作曲：淳君，編曲：西川進）
《守護甜心！派對！》片尾曲（2010年1月至2010年3月）
2. MIRACLE HAPPY LOVE SONG
（作詞：C.Piece，作曲、編曲：AKIRASTAR）
3. Our Songs（Instrumental）
4. MIRACLE HAPPY LOVE SONG（Instrumental）

## 備註
1. ↑  . Natalie. 2010-02-23  [2012-03-18]. （原始内容存档于2013-06-28）.

## 外部連結
- YouTube上的Buono! 『Our Songs』 (MV)
- Buono!官方網站Archive.today的存檔，存档日期2009-05-02